# Tamara Todevska
Tamara Todevska makedonsky Тамара Тодевска [ˈtamara ˈtɔdɛfska]IPA (* 1. června 1985 Skopje, SR Makedonie, Socialistická federativní republika Jugoslávie, dnes Severní Makedonie) nebo jen Tamara je severomakedonská popová zpěvačka. Tamara se narodila makedonskému otci Velku Todevskemu a srbské matce původem z Bosny a Hercegoviny, Brance. Její sestra je dobře známá popová zpěvačka Tijana Dapčević, která reprezentovala Severní Makedonii na Eurovision Song Contest 2014 v Dánsku.

## Mládí
Tamara se narodila ve Skopje 1. června 1985 jako mladší sestra Tijany Todevske (dnes Tijany Dapčević). Vyrůstala v hudební rodině. Její otec Velko Todevski je profesor na hudební škole a její matka Branka Todevska je operní pěvkyně. Tamara má talent od matky, protože její barva hlasu je velmi podobná matce a má velmi hluboký operní hlas.

## Kariéra, debutové album a soutěže

### Start kariéry
Její první oficiální píseň je duet se sestrou Tijanou nazvaný "Igra luda" (Bláznivá hra) byl vydán v roce 1997. Nicméně její opravdová hudební kariéra odstartovala v roce 2003, kdy na slavném černohorském festivale Sunčane skale interpretovala svůj hit "1003" (srbsky Хиљаду и три, makedonsky Илјада и три), který se umístil na druhém místě.

### Sino
V roce 2005 realizovala své debutové album pod názvem Sino (česky Modrá). Hudební producent a skladatel tohoto alba je Aleksandar Masevski, se kterým Tamara spolupracovala od roku 2004. V roce 2006 album vyhrálo cenu "Nejlepší album roku 2005". Album obsahuje hity jako jsou například "Sino", "Molci, molci", "A,shto ako? ", "Ljubovna prikazna", "Najverni prijateli", "Ljubi, ljubi", "Shetaj" a další.

### Nacionalen Evrosong 2007
Tamara byla úspěšná během makedonského národního kola pro Eurovision Song Contest 2007. Získala 105 bodů a umístila se na úctyhodném druhém místě s písní "Kazi Koj Si Ti" (Řekni mi kdo jsi). Autor a hudební producent písně je Aleksandar Masevski. Ve skutečnosti je to dodnes poslední píseň, kterou pro Tamaru Aleksandar Masevski napsal.

### Skopje Fest 2008
V únoru 2008 vyhrála soutěž Skopje Fest 2008 se skladbou "Vo ime na ljubovta", kde jí sekundoval Vrčak a Adrian. Píseň byla na Balkáně hitem a bylo jí předpovídáno dobré umístěna na Eurovision Song Contest 2008. Byla nazpívána v šesti jazycích, a to v makedonštině, angličtině, srbštině, turečtině, ruštině a albánštině a videoklip vytvořil Dejan Milićević. Na Eurovision Song Contest 2008 vystoupila v 1. semifinále na pozici číslo 18. Zazpívali anglickou verzi písně "Vo ime na ljubovta" nazvanou "Let me love you" a dosáhli na desátou semifinálovou pozici. Ale díky volbě poroty na poslední postupovou pozici postoupila Charlotte Perrelli s písní "Hero", která reprezentovala Švédsko.

## Diskografie

### Alba
- Sino (2005)

### Singly
| Singly Tamary Todevské | Singly Tamary Todevské | Singly Tamary Todevské                                                                           |
| Rok                    | Název písně            | Poznámka                                                                                         |
| ---------------------- | ---------------------- | ------------------------------------------------------------------------------------------------ |
| 1997                   | Igra luda              | ft. Tijana Dapčević – Skopje Fest                                                                |
| 2002                   | Dali znam              |                                                                                                  |
| 2002                   | Koga bi mozela         | ft. Branka Todevska – Ohrid Fest                                                                 |
| 2003                   | 1003                   | Sunčane Skale                                                                                    |
| 2004                   | Sex                    |                                                                                                  |
| 2004                   | Molci molci            | cover písně od zpěvačky Niny Spirové                                                             |
| 2005                   | Najdobri Prijateli     | ft. Vrčak                                                                                        |
| 2006                   | Losa Devojka           |                                                                                                  |
| 2006                   | Sedmo Nebo             | feat. Vrčak – vítěz MakFestu                                                                     |
| 2007                   | Kaži Koj Si Ti         | Nacionalen Evrosong                                                                              |
| 2007                   | Luda                   | ft. DNK, Vrčak                                                                                   |
| 2007                   | Za Makedonija          | ft. Toni Zen                                                                                     |
| 2007                   | Smešno zar ne          | MakFest                                                                                          |
| 2008                   | Vo ime na ljubovta     | ft. Vrčak & Adrian, vítěz Skopje Festu, reprezentantka Makedonie na Eurovision Song Contest 2008 |
| 2008                   | So maki sum se rodila  | stará makedonská folková píseň zazpívaná Tamarou v techno verzi                                  |
| 2008                   | Dajem Ti Sve           | Budva Fest                                                                                       |
| 2009                   | Usne ko krv            | Serbian Radio-Festival                                                                           |
| 2009                   | Una magia Pandev       | ft. Toni Zen                                                                                     |
| 2009                   | Šarena Pesma           | Budva Fest                                                                                       |
| 2009                   | Davam Jas Se           | Dajem Ti Sve – cover v makedonštině                                                              |

- 2004 "Sino"
- 2005 "Najverni Prijateli"
- 2005 "Ljubi, ljubi" (duet s Tuna)
- 2005 "Šetaj"
- 2005 "A, što ako?"
- 2005 "Ljubovna prikazna" (ft. Ugro)

### Kompilace
- 2007 Makedonija Naviva
- 2008 Makedonija Zasekogaš
- 2009 Kirilico Ispeana

| Severní Makedonie na Eurovision Song Contest | Severní Makedonie na Eurovision Song Contest | Severní Makedonie na Eurovision Song Contest |
| -------------------------------------------- | -------------------------------------------- | -------------------------------------------- |
| Předchůdce: Karolina Gočeva "Mojot svet"     | 2008 Vrčak, Adrian & Tamara Todevska         | Nástupce: Next Time "Nešto što kje ostane"   |